# Harald Büttner
Harald Büttner (* 13. dubna 1953 Míšeň, Německá demokratická republika) je bývalý německý zápasník, volnostylař. Dvakrát startoval na olympijských hrách. V roce 1976 v Montrealu vypadl v kategorii do 100 kg ve druhém kole, v roce 1980 v Moskvě vybojoval ve stejné kategorii čtvrté místo.
V roce 1978 vybojoval titul mistra světa, v roce 1975 a 1977 vybojoval druhé a v roce 1979 čtvrté místo. V roce 1974 vybojoval titul mistra Evropy. V roce 1975 vybojoval druhé, v roce 1973, 1977 a 1980 třetí, v roce 1978 čtvrté a v roce 1979 šesté místo.
Jeho manželkou byla východoněmecká rychlobruslařka Monika Zernicek.